# Cantón de Saint-Lô-Oeste
El cantón de Saint-Lô-Oeste era una división administrativa francesa, que estaba situada en el departamento de Mancha y la región de Baja Normandía.

## Composición
El cantón estaba formado por cuatro comunas, más una fracción de la comuna que le daba su nombre:
- Agneaux
- Le Mesnil-Rouxelin
- Rampan
- Saint-Georges-Montcocq
- Saint-Lô (fracción)

## Supresión del cantón de Saint-Lô-Oeste
En aplicación del Decreto nº 2014-246 de 25 de febrero de 2014, el cantón de Saint-Lô-Oeste fue suprimido el 22 de marzo de 2015 y sus 5 comunas pasaron a formar parte; tres del nuevo cantón de Pont-Hébert, una del nuevo cantón de Saint-Lô-1 y la fracción de la comuna que le daba su nombre pasó a formar parte de los nuevos cantones de Saint-Lô-1 y de Saint-Lô-2.